# 賢康帝姫
賢康帝姫（けんこうていき）は、北宋の神宗の六女。哲宗の同母妹で、母は婕妤朱氏（後の欽成太后）。同母妹は賢宜帝姫・賢静帝姫。

## 経歴
生前の冊封記録は見えない。元豊8年（1085年）2月、数え7歳で薨去し、恵国公主の位を追贈された。元符3年（1100年）3月、弟の徽宗により鄆国長公主の位を再追贈された。政和4年（1114年）12月、賢康長帝姫の位を再追贈された。

## 伝記資料
- 『宋史』
- 『宋会要輯稿』